# NS-Baureihe 4000
Die NS-Baureihe 4000 war eine Schnellzug-Schlepptenderlokomotivreihe der Niederländischen Eisenbahnen (NS). Die 15 Exemplare der Baureihe wurden 1946 vom schwedischen Hersteller Nydqvist och Holm (NOHAB) in Trollhättan erbaut. Bereits Anfang 1956 wurde das letzte Exemplar dieser schnellsten Reisezugdampflok der NS wieder aus dem Betrieb genommen. 

## Geschichte
Nach der Besetzung der Niederlande im Westfeldzug durch die deutsche Wehrmacht mussten die NS umfangreich Lokomotiven an die Deutsche Reichsbahn abgeben. Bei Kriegsende waren von den 866 nominell der NS gehörenden Dampflokomotiven 466 nach Deutschland abgefahren worden, von den Diesel- und Elektrotriebwagen waren sogar 83 % abtransportiert worden. Die niederländische Exilregierung in London bestellte daher bereits 1942 bei NOHAB im neutralen Schweden neue Dampflokomotiven, um den für das Kriegsende erwarteten Fahrzeugmangel zu mildern, obwohl die NS ursprünglich davon ausgegangen war, nach dem Ende der Auslieferung der NS-Baureihe 6300 keine Dampflokomotiven mehr zu beschaffen.

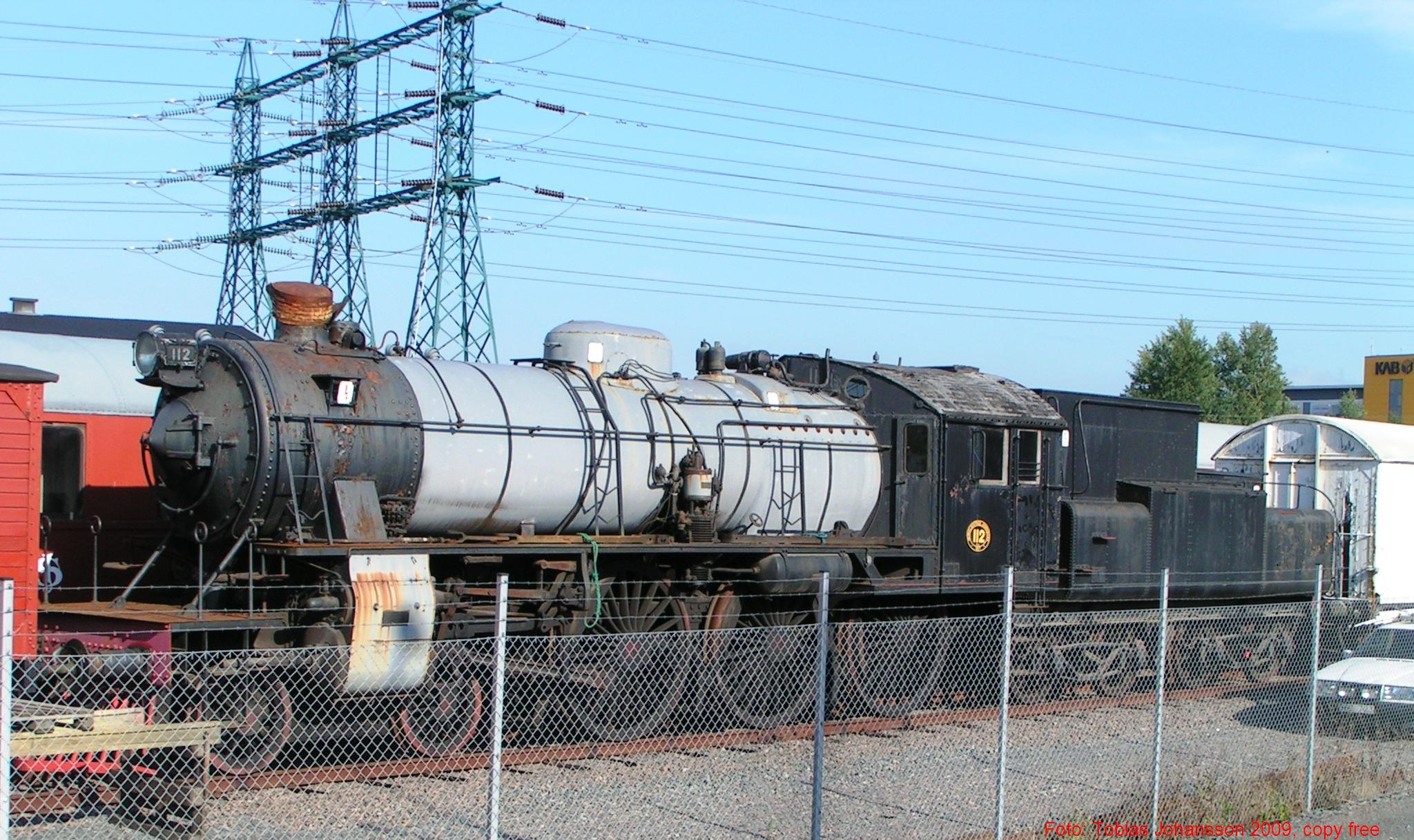
Weitgehend baugleiches Vorbild für die Reihe 4000: Die ab 1925 gebaute Serie H3s der BJ, bei der SJ als Reihe A8 eingeordnet (abgebildet ist die 1927 gebaute BJ H3s 112 und spätere SJ A8 1808 im Jahr 2009 in Göteborg)

Neben 35 neuen Güterzuglokomotiven der NS-Baureihe 4700 bestellte sie für den Schnellzugverkehr 15 Lokomotiven der Achsfolge 2’C. NOHAB baute diese der für eine Höchstgeschwindigkeit von 100 km/h zugelassenen Serie H3s der privaten Bergslagernas Järnvägar (BJ) nach, da für eine Neukonstruktion keine Zeit zur Verfügung stand. In den Niederlanden wurde die Höchstgeschwindigkeit der Lokomotiven jedoch auf 120 km/h festgesetzt.

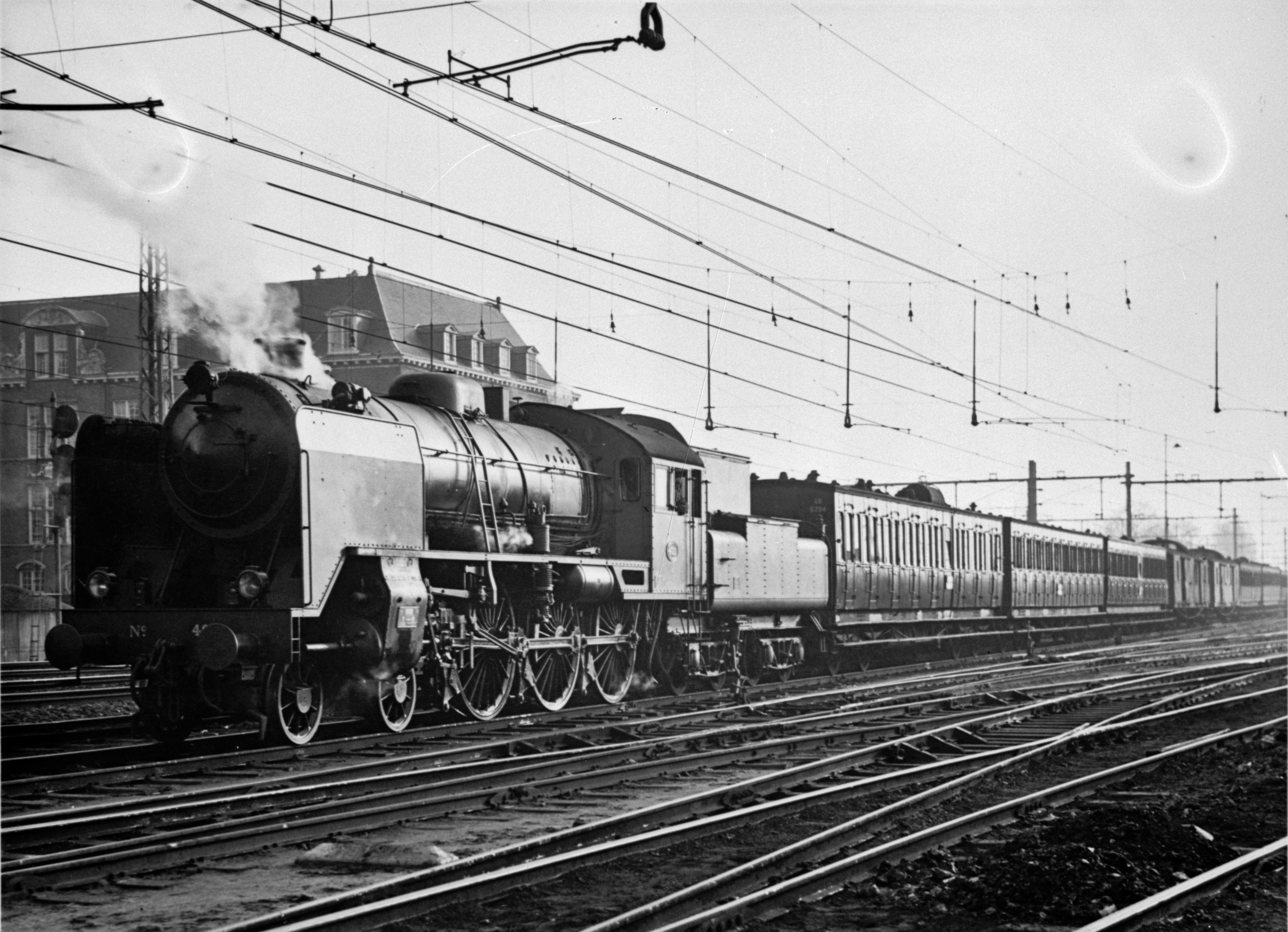
Lokomotive 4011 vor einem Personenzug in Utrecht CS

Die erste Lokomotive wurde im März 1946 von Schweden über Dänemark und Deutschland überführt und traf am 17. März in Hengelo ein. Bereits am 20. März bewältigte sie erfolgreich eine erste Lastprobefahrt. Bis zum Herbst 1946 waren alle Exemplare der Reihe 4000 ausgeliefert und im Einsatz. Sie wurden zunächst in Amsterdam stationiert, dann in Rotterdam-Feyenoord und Eindhoven, wo sie neben Schnell- und Personenzugleistungen Güterzuge befördern mussten. 
Die durch den Krieg unterbrochene Elektrifizierung des niederländischen Eisenbahnnetzes setzte die NS nach dem Krieg beschleunigt fort und bereits 1947 wanderten die Lokomotiven der Reihe 4000 in Bahnbetriebswerke in Zwolle und Amersfoort ab. Dazu trug neben dem Ersatz durch elektrische Fahrzeuge bei, dass die Lokomotiven beim niederländischen Personal ob ihrer vielfach unbekannten und ungewohnten Bedienungselemente unbeliebt waren. Wenn möglich, zog man die beliebteren „Jumbos“ der NS-Baureihe 3700 heran. In Zwolle und Amersfoort beförderten sie zunächst Schnellzüge nach Leeuwarden und Groningen. Ab 1948 waren alle Lokomotiven in Zwolle stationiert. 1952 waren alle für einen Einsatz im Osten der Niederlande in Frage kommenden Strecken elektrifiziert und einige der erst wenige Jahre alten Lokomotiven wurden bereits abgestellt, vor allem die letzten Exemplare, die noch keine neue kupferne Feuerbüchse erhalten hatten. Die Lokomotiven wurden von Zwolle wieder nach Amsterdam versetzt. Das dortige Bahnbetriebswerk setzte sie nochmals vor schweren Schnellzügen nach Arnhem und zum deutschen Grenzbahnhof Emmerich ein, darunter wichtige Züge wie der oft mit Vorspann zu fahrende „Holland-Italien-Express“ und der Amsterdamer Flügelzug des Rheingold. Ab Januar 1953 konnte bis Arnhem elektrisch gefahren werden und die Lokomotiven verloren ihre Planleistungen. Ab 1954 bis Anfang 1956 wurden sie schrittweise ausgemustert, die verbleibenden Lokomotiven lediglich noch im Güterverkehr und für Sonderleistungen eingesetzt. Alle Maschinen wurden nach der Ausmusterung verschrottet, dagegen sind zwei der schwedischen Vorbilder der Serie H3s erhalten geblieben.

## Technik
Gegenüber den bisher vorherrschenden Schnellzugdampflokomotiven der Reihen 3700 und 3900 besaß die Reihe 4000 viele abweichende Merkmale, die für die niederländischen Eisenbahner neu und ungewohnt waren. Den nordischen Temperaturen entsprechend besaßen die Lokomotiven ein vollständig geschlossenes Führerhaus. Die Windschneide am Führerhaus war ebenfalls ein in den Niederlanden neues Gestaltungselement. Der Antrieb war als Drilling mit drei Zylindern ausgeführt, die jeweils durch eine – bei den Außenzylindern außenliegende – Walschaerts-Steuerung bedient wurden. Sandbehälter und Dampfdom besaßen eine gemeinsame Verkleidung, ebenfalls ein in Schweden weit verbreitetes Merkmal, ebenso wie der verwendete Schlepptender nach einem in Schweden gerne verwendeten Entwurf von Karl Gölsdorf für seine kkStB-Lokomotiven. Typisch für schwedische Entwürfe war die kegelige und relativ kleine Rauchkammertür. 
Technisch fortschrittlich waren die an allen Achsen verwendeten Rollenlager und die sich selbsttätig reinigende Rauchkammer. Alle Lokomotiven erhielten ab Werk Windleitbleche und Feuerbüchsen aus Stahl, letztere wurden bis 1952 bei elf Lokomotiven durch solche aus Kupfer ersetzt. Ausgetauscht und durch eine flache und größere Version ersetzt wurden die kleinen Rauchkammertüren, da diese das Auswechseln von Rohren im Kessel erschwerten. Als unterhaltungstechnisch hilfreich erwies sich die bislang bei der NS unbekannte elektrische Beleuchtung des Triebwerks, die dazu führte, dass die Lokomotiven beim Personal den Spitznamen „De Kerstboom“ (deutsch: „Der Christbaum“) erhielten.